# Elytrimitatrix nigrella
Elytrimitatrix nigrella es una especie de escarabajo longicornio del género Elytrimitatrix, familia Cerambycidae, orden Coleoptera. Fue descrita científicamente por Bates en 1880.

## Descripción
Mide 10,6-13,3 milímetros de longitud.

## Distribución
Se distribuye por Guatemala y México.